# Jordan Målare
Jordan Målare var en svensk bildsnidare och målare mest verksam i Stockholm på 1400-talet.

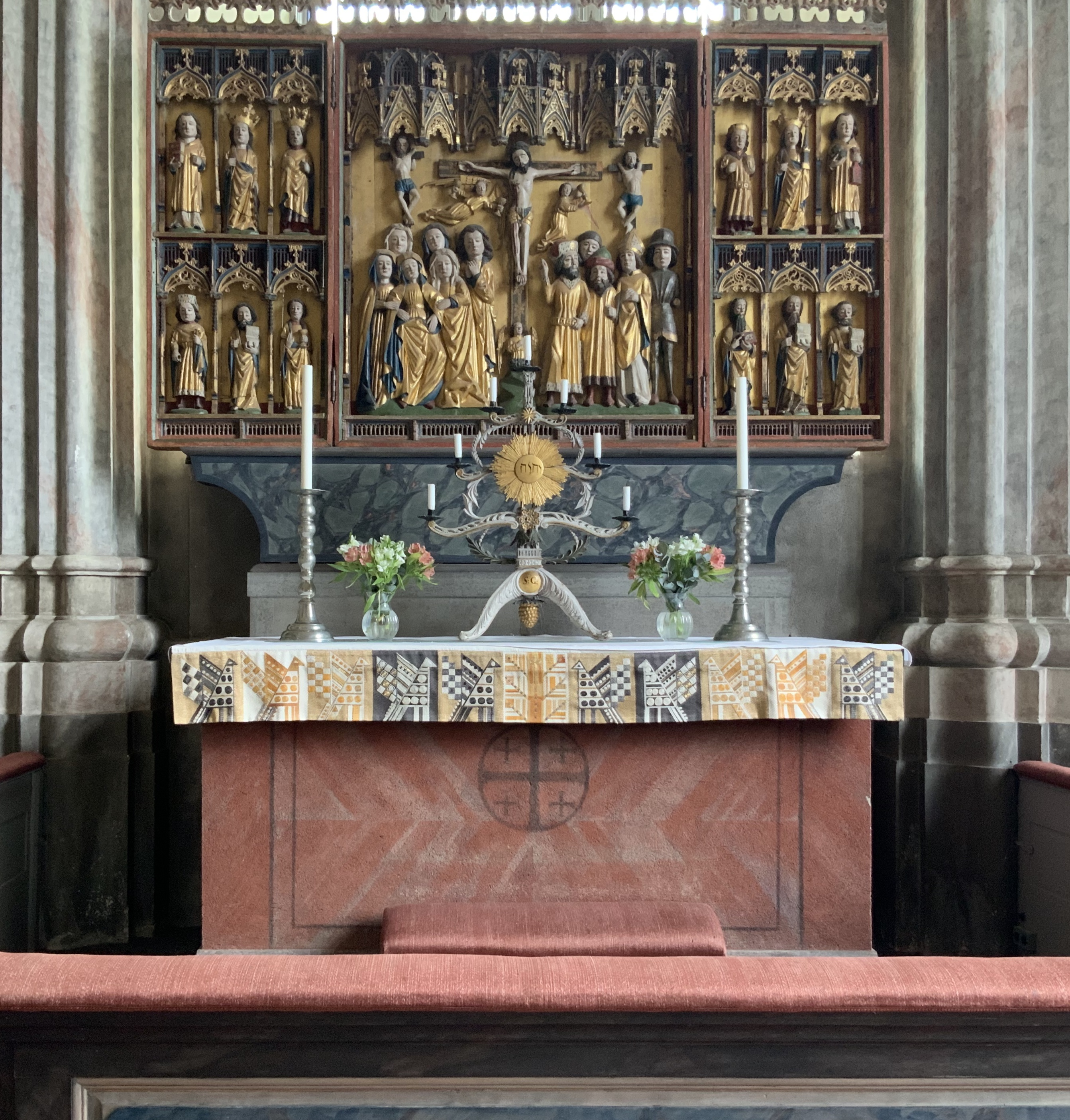
Altarskåp i Vika kyrka

## Biografi
Jordan arbetade som bildkonstnär i Uppland och Stockholmstrakten. År 1484 fick han burskap i Arboga. Han gjorde flera altarskåp, präglade av en enkel och värdig stil. Ett av dessa finns i Sollentuna kyrka (från 1475) och andra – från Spånga och Ekerö – finns i Statens historiska museums samlingar. Ytterligare altarskåp av hans hand finns i Romfartuna, Vika och Bollnäs kyrkor.
Hans skulpturer efterliknar hans förlagor från kopparstick av Johannes Snickares altarskåp i Östra Ryds kyrka i Uppland.